# Danh sách đơn vị hành chính cấp hương của An Huy

## Hợp Phì
| Thành phố cấp địa khu Hợp Phì quản lí 9 đơn vị hành chính cấp huyện, trong đó quản lí trực tiếp 4 quận, 4 huyện và quản lí đại thể 1 thành phố cấp huyện. Các đơn vị hành chính cấp huyện này được chia thành 125 đơn vị hành chính cấp hương, bao gồm 44 nhai đạo, 65 trấn, 15 hương và 1 hương dân tộc. | |
| Dao Hải | Nhai đạo |
| Dao Hải | Minh Quang Lộ, Thắng Lợi Lộ, Tam Lý Nhai, Đồng Lăng Lộ, Thất Lý Trạm, Hồng Quang, Hòa Bình Lộ, Thành Đông, Trường Hoài, Phương Miếu, Gia Sơn Lộ                          |
| Dao Hải | Trấn |
| Dao Hải | Đại Hưng |
| Lư Dương | Nhai đạo |
| Lư Dương | Bạc Châu Lộ, Song Cương, Hạnh Lâm, Hải Đường, Hạnh Hoa Thôn, Tiêu Diêu Tân Nhai, Tam Hiếu Khẩu, Tứ Lý Hà                                                                 |
| Lư Dương | Trấn |
| Lư Dương | Đại Cương |
| Lư Dương | Hương |
| Lư Dương | Tam Thập Cương |
| Thục Sơn | Nhai đạo |
| Thục Sơn | Tam Lý Am, Đạo Hương Thôn, Hổ Phách, Nam Thất, Tây Viên, Ngũ Lý Đôn, Hà Diệp Địa, Bút Giá Sơn                                                                            |
| Thục Sơn | Trấn |
| Thục Sơn | Tỉnh Cương, Nam Cương, Tiểu Miếu |
| Bao Hà | Nhai đạo |
| Bao Hà | Lạc Cương, Trường Thanh, Vu Hồ Lộ, Bao Công, Vọng Hồ, Nghĩa Thành, Yên Đôn, Tân Hồ, Phương Hưng, Vạn Niên Phụ, Đồng An                                                   |
| Bao Hà | Trấn |
| Bao Hà | Phì Hà, Đại Vu |
| Trường Phong | Trấn |
| Trường Phong | Thủy Hồ, Trang Mộ, Dương Miếu, Ngô Sơn, Cương Tập, Song Đôn, Hạ Đường, Chu Hạng, Đào Lâu, Đỗ Tập                                                                         |
| Trường Phong | Hương |
| Trường Phong | La Đường, Nghĩa Tỉnh, Tạo Giáp, Tả Điếm |
| Phì Đông | Trấn |
| Phì Đông | Điếm Phụ, Toát Trấn, Lương Viên, Kiều Đầu Tập, Trường Lâm Hà, Thạch Đường, Cổ Thành, Bát Đấu, Nguyên Thoản, Bạch Long, Bao Công, Trần Tập                                |
| Phì Đông | Hương |
| Phì Đông | Chúng Hưng, Trương Tập, Mã Hồ, Hưởng Đạo, Dương Điếm |
| Phì Đông | Hương dân tộc |
| Phì Đông | Bài Phường |
| Phì Tây | Trấn |
| Phì Tây | Thượng Phái, Tam Hà, Quan Đình, Sơn Nam, Hoa Cương, Tử Bồng, Đào Hoa, Phong Nhạc                                                                                         |
| Phì Tây | Hương |
| Phì Tây | Cao Điếm, Minh Truyện, Thị Thụ Cương, Nghiêm Điếm |
| Lư Giang | Trấn |
| Lư Giang | Lư Thành, Dã Phụ Sơn, Vạn Sơn, Thang Trì, Quách Hà, Kim Ngưu, Thạch Đầu, Đồng Đại, Bạch Sơn, Thịnh Kiều, Bạch Hồ, Long Kiều, Phàn Sơn, La Hà, Nê Hà, Nhạc Kiều, Kha Thản |
| Sào Hồ | Nhai đạo |
| Sào Hồ | Trung Miếu, Á Phụ, Ngọa Ngưu Sơn, Phượng Hoàng Sơn, Thiên Hà, Bán Thang                                                                                                  |
| Sào Hồ | Trấn |
| Sào Hồ | Lan Can Tập, Tô Loan, Chá Cao, Ngân Bình, Hạ Các, Trung Hàn, Tán Binh, Đồng Dương, Hoàng Lộc, Hòe Lâm, Bá Trấn                                                           |
| Sào Hồ | Hương |
| Sào Hồ | Miếu Cương |

## Vu Hồ
| Thành phố cấp địa khu Vu Hồ quản lí 8 đơn vị hành chính cấp huyện, trong đó quản lí trực tiếp 4 quận, 3 huyện và quản lí đại thể 1 thành phố cấp huyện. Các đơn vị hành chính cấp huyện này được chia thành 68 đơn vị hành chính cấp hương, bao gồm 24 nhai đạo và 44 trấn. | |
| Kính Hồ | Nhai đạo |
| Kính Hồ | Phương Thôn, Trương Gia Sơn, Giả Lộc, Phạm La Sơn, Giả Sơn, Dặc Ki Sơn, Đinh Đường, Thiên Môn Sơn, Đại Lung Phường, Kinh Sơn                                                                                 |
| Dặc Giang | Nhai đạo |
| Dặc Giang | Trung Nam, Mã Đường, Lỗ Cảng, Hỏa Long, Bạch Mã, Nam Thụy |
| Cưu Giang | Nhai đạo |
| Cưu Giang | Tứ Hạt Sơn, Dụ Khê Khẩu, Quan Đẩu, Loan Lý, Thanh Thủy |
| Cưu Giang | Trấn |
| Cưu Giang | Thẩm Hạng, Nhị Bá, Thang Câu, Bạch Lữu |
| Tam Sơn | Nhai đạo |
| Tam Sơn | Tam Sơn, Bảo Định, Long Hồ |
| Tam Sơn | Trấn |
| Tam Sơn | Nga Kiều |
| Vu Hồ | Trấn |
| Vu Hồ | Loan Chỉ, Lục Lang, Đào Tân, Hồng Dương, Hoa Kiều |
| Phồn Xương | Trấn |
| Phồn Xương | Phồn Dương, Địch Cảng, Tôn Thôn, Bình Phô, Tân Cảng, Nga Sơn |
| Nam Lăng | Trấn |
| Nam Lăng | Tịch Sơn, Hứa Trấn, Dặc Giang, Tam Lý, Hà Loan, Công Sơn, Yên Đôn, Gia Phát |
| Vô Vi | Trấn |
| Vô Vi | Vô Thành, Tương An, Đẩu Câu, Thạch Giản, Nghiêm Kiều, Khai Thành, Thục Sơn, Ngưu Phụ, Lưu Độ, Diêu Câu, Nê Xá, Phúc Độ, Tuyền Đường, Hách Điếm, Hồng Miếu, Cao Câu, Hạc Mao, Thập Lý Đôn, Côn Sơn, Hồng Hạng |

## Bạng Phụ
| Thành phố cấp địa khu Bạng Phụ quản lí trực tiếp 7 đơn vị hành chính cấp huyện, bao gồm 4 quận và 3 huyện. Các đơn vị hành chính cấp huyện này được chia thành 72 đơn vị hành chính cấp hương, bao gồm 17 nhai đạo, 43 trấn, 11 hương và 1 hương dân tộc. | |
| Long Tử Hồ | Nhai đạo |
| Long Tử Hồ | Đông Phong, Diên An, Trị Hoài, Đông Thăng, Giải Phóng, Tào Sơn |
| Long Tử Hồ | Trấn |
| Long Tử Hồ | Trường Hoài Vệ |
| Long Tử Hồ | Hương |
| Long Tử Hồ | Lý Lâu |
| Bạng Sơn | Nhai đạo |
| Bạng Sơn | Thiên Kiều, Thanh Niên, Vĩ Nhị Lộ, Hoàng Trang, Hoành Nghiệp Thôn                                                                                                  |
| Bạng Sơn | Hương |
| Bạng Sơn | Yến Sơn, Tuyết Hoa |
| Vũ Hội | Nhai đạo |
| Vũ Hội | Đại Khánh, Vĩ Tứ, Điếu Ngư Đài, Trương Công Sơn, Triêu Dương |
| Vũ Hội | Trấn |
| Vũ Hội | Tần Tập, Mã Thành |
| Vũ Hội | Hương |
| Vũ Hội | Trường Thanh |
| Hoài Thượng | Nhai đạo |
| Hoài Thượng | Hoài Tân |
| Hoài Thượng | Trấn |
| Hoài Thượng | Tiểu Bạng Phụ, Ngô Tiểu Nhai, Tào Lão Tập, Mai Kiều, Mạt Hà Khẩu                                                                                                   |
| Hoài Viễn | Trấn |
| Hoài Viễn | Lưu Thành, Bao Tập, Long Kháng, Hà Lưu, Thường Phần, Song Kiều Tập, Ngụy Trang, Vạn Phúc, Đường Tập, Bạch Liên Pha, Chử Tập, Cổ Thành, Kinh Sơn, Phì Nam, Trần Tập |
| Hoài Viễn | Hương |
| Hoài Viễn | Phì Hà, Từ Vu, Lan Kiều |
| Ngũ Hà | Trấn |
| Ngũ Hà | Thành Quan, Tân Tập, Tiểu Khê, Song Trung Miếu, Tiểu Vu, Đông Lưu Tập, Đầu Phô, Đại Tân, Vũ Kiều, Chu Đỉnh, Quái Nam, Thân Tập                                     |
| Ngũ Hà | Hương |
| Ngũ Hà | Đà Hồ |
| Ngũ Hà | Hương dân tộc |
| Ngũ Hà | Lâm Bắc |
| Cố Trấn | Trấn |
| Cố Trấn | Thành Quan, Vương Trang, Tân Mã Kiều, Liên Thành, Lưu Tập, Nhậm Kiều, Hồ Câu, Hào Thành                                                                            |
| Cố Trấn | Hương |
| Cố Trấn | Thạch Hồ, Dương Miếu, Trọng Hưng |

## Hoài Nam
| Thành phố cấp địa khu Hoài Nam quản lí trực tiếp 7 đơn vị hành chính cấp huyện, bao gồm 5 quận và 2 huyện. Các đơn vị hành chính cấp huyện này được chia thành 90 đơn vị hành chính cấp hương, bao gồm 19 nhai đạo, 59 trấn, 8 hương và 4 hương dân tộc. | |
| Đại Thông | Nhai đạo |
| Đại Thông | Đại Thông |
| Đại Thông | Trấn |
| Đại Thông | Thượng Diêu, Lạc Hà, Cửu Long Cương |
| Đại Thông | Hương |
| Đại Thông | Khổng Điếm |
| Điền Gia Am | Nhai đạo |
| Điền Gia Am | Điền Đông, Tân Hoài, Quốc Khánh, Hoài Tân, Triêu Dương, Công Viên, Động Sơn, Long Tuyền, Tuyền Sơn |
| Điền Gia Am | Trấn |
| Điền Gia Am | Thuấn Canh, An Thành, Tào Am, Tam Hòa |
| Điền Gia Am | Hương |
| Điền Gia Am | Sử Viện |
| Tạ Gia Tập | Nhai đạo |
| Tạ Gia Tập | Tạ Gia Tập, Thái Gia Cương, Lập Tân, Tạ Tam Thôn, Bình Sơn |
| Tạ Gia Tập | Trấn |
| Tạ Gia Tập | Vọng Phong Cương, Lý Dĩnh, Đường Sơn, Dương Công |
| Tạ Gia Tập | Hương |
| Tạ Gia Tập | Tôn Miếu |
| Tạ Gia Tập | Hương dân tộc |
| Tạ Gia Tập | Cô Đôi |
| Bát Công Sơn | Nhai đạo |
| Bát Công Sơn | Tân Trang Tư, Thổ Bá Tư, Tất Gia Cương |
| Bát Công Sơn | Trấn |
| Bát Công Sơn | Bát Công Sơn, Sơn Vương |
| Phan Tập | Nhai đạo |
| Phan Tập | Điền Tập |
| Phan Tập | Trấn |
| Phan Tập | Cao Hoàng, Bình Vu, Nê Hà, Phan Tập, Lô Tập, Giá Hà, Giáp Câu, Kỳ Tập, Hạ Thoản |
| Phan Tập | Hương dân tộc |
| Phan Tập | Cổ Câu |
| Phượng Đài | Trấn |
| Phượng Đài | Thành Quan, Tân Tập, Chu Mã Điếm, Nhạc Trương Tập, Cố Kiều, Mao Tập, Hạ Tập, Quế Tập, Tiêu Cương Hồ, Phượng Hoàng, Dương Thôn, Đinh Tập, Lưu Tập, Đại Hưng, Thượng Đường                                                                               |
| Phượng Đài | Hương |
| Phượng Đài | Cổ Điếm, Tiền Miếu, Quan Điếm |
| Phượng Đài | Hương dân tộc |
| Phượng Đài | Lý Trùng |
| Thọ | Trấn |
| Thọ | Thọ Xuân, Song Kiều, Giản Câu, Phong Trang, Chính Dương Quan, Nghênh Hà, Bản Kiều, An Phong Đường, Yển Khẩu, Bảo Nghĩa, Ẩn Hiền, An Phong, Chúng Hưng, Trà Am, Tam Giác, Viêm Lưu, Lưu Cương, Song Miếu Tập, Tiểu Điện, Ngõa Phụ, Đại Thuận, Diêu Khẩu |
| Thọ | Hương |
| Thọ | Bát Công Sơn, Trương Lý |
| Thọ | Hương dân tộc |
| Thọ | Đào Điếm |

## Mã An Sơn
| Thành phố cấp địa khu Mã An Sơn quản lí trực tiếp 6 đơn vị hành chính cấp huyện, bao gồm 3 quận và 3 huyện. Các đơn vị hành chính cấp huyện này được chia thành 48 đơn vị hành chính cấp hương, bao gồm 13 nhai đạo, 33 trấn và 2 hương. | |
| Hoa Sơn | Nhai đạo |
| Hoa Sơn | Sa Đường Lộ, Giải Phóng Lộ, Hồ Đông Lộ, Đào Nguyên Lộ, Hoắc Lý, Kim Gia Trang, Đường Tây, Từ Hồ, Giang Đông |
| Hoa Sơn | Trấn |
| Hoa Sơn | Bộc Đường                                                                                                   |
| Vũ Sơn | Nhai đạo |
| Vũ Sơn | Bình Hồ, Vũ Sơn, An Dân, Thải Thạch                                                                         |
| Vũ Sơn | Trấn |
| Vũ Sơn | Hướng Sơn, Ngân Đường                                                                                       |
| Vũ Sơn | Hương |
| Vũ Sơn | Giai Sơn |
| Bác Vọng | Trấn |
| Bác Vọng | Bác Vọng, Đan Dương, Tân Thị                                                                                |
| Đang Đồ | Trấn |
| Đang Đồ | Cô Thục, Hoàng Trì, Ô Khê, Thạch Kiều, Đường Nam, Hộ Hà, Thái Bạch, Niên Đầu, Hồ Dương, Đại Lũng            |
| Đang Đồ | Hương |
| Đang Đồ | Giang Tâm                                                                                                   |
| Hàm Sơn | Trấn |
| Hàm Sơn | Hoàn Phong, Vận Tào, Đồng Áp, Đào Hán, Lâm Đầu, Thanh Khê, Tiên Tung, Chiêu Quan                            |
| Hòa | Trấn |
| Hòa | Lịch Dương, Bạch Kiều, Mỗ Kiều, Công Kiều, Tây Phụ, Hương Tuyền, Ô Giang, Thiện Hậu, Thạch Dương            |

## Hoài Bắc
| Thành phố cấp địa khu Hoài Bắc quản lí trực tiếp 4 đơn vị hành chính cấp huyện, bao gồm 3 quận và 1 huyện. Các đơn vị hành chính cấp huyện này được chia thành 32 đơn vị hành chính cấp hương, bao gồm 14 nhai đạo và 18 trấn. | |
| Đỗ Tập | Nhai đạo |
| Đỗ Tập | Cao Nhạc, Khoáng Sơn Tập                                                                                         |
| Đỗ Tập | Trấn |
| Đỗ Tập | Sóc Lý, Thạch Đài, Đoạn Viên                                                                                     |
| Tương Sơn | Nhai đạo |
| Tương Sơn | Tương Nam, Đông, Tây, Đông Sơn, Nhậm Vu, Nam Lê, Khúc Dương, Tam Đê Khẩu                                         |
| Tương Sơn | Trấn |
| Tương Sơn | Cừ Câu |
| Liệt Sơn | Nhai đạo |
| Liệt Sơn | Dương Trang, Lâm Hải Đồng, Bách Thiện, Nhậm Lâu                                                                  |
| Liệt Sơn | Trấn |
| Liệt Sơn | Liệt Sơn, Tống Đinh, Cổ Nhiêu                                                                                    |
| Tuy Khê | Trấn |
| Tuy Khê | Tuy Khê, Hàn Thôn, Lưu Kiều, Ngũ Câu, Lâm Hoán, Song Đôi Tập, Thiết Phật, Nam Bình, Bách Thiện, Tôn Đinh, Tứ Phô |

## Đồng Lăng
| Thành phố cấp địa khu Đồng Lăng quản lí trực tiếp 4 đơn vị hành chính cấp huyện, bao gồm 3 quận và 1 huyện. Các đơn vị hành chính cấp huyện này được chia thành 39 đơn vị hành chính cấp hương, bao gồm 5 nhai đạo, 27 trấn và 7 hương. | |
| Đồng Quan | Nhai đạo |
| Đồng Quan | Đông Giao, Tân Thành |
| Đồng Quan | Trấn |
| Đồng Quan | Tây Hồ |
| Nghĩa An | Nhai đạo |
| Nghĩa An | Tân Kiều |
| Nghĩa An | Trấn |
| Nghĩa An | Ngũ Tùng, Thuận An, Chung Minh, Thiên Môn, Đông Liên, Tây Liên                                                                                          |
| Nghĩa An | Hương |
| Nghĩa An | Lão Châu, Tư Bá |
| Giao | Nhai đạo |
| Giao | Kiều Nam, An Khoáng |
| Giao | Trấn |
| Giao | Đồng Sơn, Đại Thông, Lão Châu, Trần Giao Hồ, Chu Đàm |
| Giao | Hương |
| Giao | Hôi Hà |
| Tung Dương | Trấn |
| Tung Dương | Tung Dương, Âu Sơn, Thang Câu, Hoành Phụ, Hạng Phô, Tiền Kiều, Kỳ Lân, Nghĩa Tân, Phù Sơn, Hội Cung, Quan Phụ Kiều, Tiền Phô, Kim Xã, Bạch Liễu, Vũ Đàn |
| Tung Dương | Hương |
| Tung Dương | Thiết Đồng, Phượng Nghi, Trường Sa, Bạch Mai |

## An Khánh
| Thành phố cấp địa khu An Khánh quản lí 10 đơn vị hành chính cấp huyện, trong đó quản lí trực tiếp 3 quận, 5 huyện và quản lí đại thể 2 thành phố cấp huyện. Các đơn vị hành chính cấp huyện này được chia thành 143 đơn vị hành chính cấp hương, bao gồm 16 nhai đạo, 80 trấn và 47 hương. | |
| Nghênh Giang | Nhai đạo |
| Nghênh Giang | Nghi Thành Lộ, Tân Hà Lộ, Hoa Trung Lộ, Nhân Dân Lộ, Hiếu Túc Lộ, Tân Giang                                                                                |
| Nghênh Giang | Hương |
| Nghênh Giang | Long Sư Kiều, Trường Phong, Tân Châu |
| Đại Quan | Nhai đạo |
| Đại Quan | Đức Khoan Lộ, Ngọc Lâm Lộ, Long Sơn Lộ, Lăng Hồ, Tập Hiền Lộ, Thạch Hóa Lộ                                                                                 |
| Đại Quan | Trấn |
| Đại Quan | Hải Khẩu |
| Đại Quan | Hương |
| Đại Quan | Thập Lý Phô, Sơn Khẩu |
| Nghi Tú | Nhai đạo |
| Nghi Tú | Đại Kiều |
| Nghi Tú | Trấn |
| Nghi Tú | Đại Long Sơn, Dương Kiều, La Lĩnh |
| Nghi Tú | Hương |
| Nghi Tú | Bạch Trạch Hồ, Ngũ Hoành |
| Hoài Ninh | Trấn |
| Hoài Ninh | Cao Hà, Thạch Bài, Nguyệt Sơn, Mã Miếu, Kim Củng, Trà Lĩnh, Công Lĩnh, Hoàng Đôn, Tam Kiều, Tiểu Thị, Hoàng Long, Bình Sơn, Tịch Thụ, Hồng Phô, Giang Trấn |
| Hoài Ninh | Hương |
| Hoài Ninh | Lương Đình, Thạch Kính, Tú Sơn, Thanh Hà, Lôi Phụ |
| Thái Hồ | Trấn |
| Thái Hồ | Tấn Hi, Từ Kiều, Tân Thương, Tiểu Trì, Tự Tiền, Thiên Hoa, Ngưu Trấn, Di Đà, Bắc Trung, Bách Lý                                                            |
| Thái Hồ | Hương |
| Thái Hồ | Đại Thạch, Thành Tây, Giang Đường, Thang Tuyền, Lưu Phán                                                                                                   |
| Túc Tùng | Trấn |
| Túc Tùng | Phu Ngọc, Phục Hưng, Hối Khẩu, Hứa Lĩnh, Hạ Thương, Nhị Lang, Phá Lương, Lương Đình, Trường Phô                                                            |
| Túc Tùng | Hương |
| Túc Tùng | Cao Lĩnh, Trình Lĩnh, Cửu Cô, Thiên Lĩnh, Châu Đầu, Tá Bá, Bắc Dục, Trần Hán, Ải Khẩu, Liễu Bình, Chỉ Phượng, Hà Tháp, Ngũ Lý                              |
| Vọng Giang | Trấn |
| Vọng Giang | Hoa Dương, Dương Loan, Chương Hồ, Tái Khẩu, Cao Sĩ, Nha Than, Trường Lĩnh, Thái Từ                                                                         |
| Vọng Giang | Hương |
| Vọng Giang | Lương Tuyền, Lôi Trì |
| Nhạc Tây | Trấn |
| Nhạc Tây | Thiên Đường, Điếm Tiền, Lai Bảng, Xương Bồ, Đầu Đà, Bạch Mạo, Ôn Tuyền, Hưởng Tràng, Hà Đồ, Ngũ Hà, Chủ Bộ, Dã Khê, Hoàng Vĩ, Trung Quan                   |
| Nhạc Tây | Hương |
| Nhạc Tây | Mao Tiêm Sơn, Liên Vân, Thanh Thiên, Bao Gia, Cổ Phường, Điền Đầu, Thạch Quan, Diêu Hà, Hòa Bình, Nguy Lĩnh                                                |
| Đồng Thành | Nhai đạo |
| Đồng Thành | Long Đằng, Văn Xương, Long Miên |
| Đồng Thành | Trấn |
| Đồng Thành | Khổng Thành, Lữ Đình, Phạm Cương, Tân Độ, Song Cảng, Đại Quan, Thanh Thảo, Kim Thần, Hi Tử Hồ, Đường Loan, Hoàng Giáp, Tầm Ngư                             |
| Tiềm Sơn | Trấn |
| Tiềm Sơn | Mai Thành, Nguyên Đàm, Dư Tỉnh, Vương Hà, Hoàng Phô, Tra Thủy, Thủy Hống, Quan Trang, Hoàng Nê, Hoàng Bách, Thiên Trụ Sơn                                  |
| Tiềm Sơn | Hương |
| Tiềm Sơn | Tháp Phán, Du Bá, Long Đàm, Đậu Mỗ, Ngũ Miếu |

## Hoàng Sơn
| Thành phố cấp địa khu Hoàng Sơn quản lí trực tiếp 7 đơn vị hành chính cấp huyện, bao gồm 3 quận và 4 huyện. Các đơn vị hành chính cấp huyện này được chia thành 105 đơn vị hành chính cấp hương, bao gồm 4 nhai đạo, 58 trấn và 43 hương. | |
| Đồn Khê | Nhai đạo |
| Đồn Khê | Dục Đông, Dục Trung, Dục Tây, Lão Nhai |
| Đồn Khê | Trấn |
| Đồn Khê | Đồn Quang, Dương Hồ, Lê Dương, Tân Đàm, Dịch Kỳ |
| Hoàng Sơn | Trấn |
| Hoàng Sơn | Cam Đường, Tiên Nguyên, Thang Khẩu, Đàm Gia Kiều, Thái Bình Hồ, Tiêu Thôn, Cảnh Thành, Tam Khẩu, Ô Thạch                                                 |
| Hoàng Sơn | Hương |
| Hoàng Sơn | Tân Minh, Long Môn, Tân Hoa, Tân Phong, Vĩnh Phong |
| Huy Châu | Trấn |
| Huy Châu | Nham Tự, Tây Khê, Tiềm Khẩu, Trình Khảm |
| Huy Châu | Hương |
| Huy Châu | Hiệp Xá, Dương Thôn, Phú Khê |
| Hấp | Trấn |
| Hấp | Huy Thành, Thâm Độ, Bắc Ngạn, Phú Yết, Trịnh Thôn, Quế Lâm, Hứa Thôn, Khê Đầu, Kỷ Tử Lý, Hà Khanh, Xóa Khẩu, Nhai Khẩu, Vương Thôn, Hùng Thôn, Tam Dương |
| Hấp | Hương |
| Hấp | Khanh Khẩu, Thượng Phong, Xương Khê, Vũ Dương, Kim Xuyên, Tiểu Xuyên, Tân Khê Khẩu, Hoàng Điền, Trường Cai, Sâm Thôn, Thiệu Liêm, Thạch Môn, Sư Thạch    |
| Hưu Ninh | Trấn |
| Hưu Ninh | Hải Dương, Tề Vân Sơn, Vạn An, Ngũ Thành, Đông Lâm Khê, Lam Điền, Khê Khẩu, Lưu Khẩu, Uông Thôn, Thương Sơn                                              |
| Hưu Ninh | Hương |
| Hưu Ninh | Sơn Đầu, Lĩnh Nam, Vị Kiều, Bản Kiều, Trần Hà, Hạc Thành, Nguyên Phương, Du Thôn, Long Điền, Hoàng Tiêm, Bạch Tế                                         |
| Y | Trấn |
| Y | Bích Dương, Hoành Thôn, Ngư Đình, Tây Đệ, Kha Thôn |
| Y | Hương |
| Y | Mỹ Khê, Hoành Đàm, Hồng Tinh |
| Kỳ Môn | Trấn |
| Kỳ Môn | Kỳ Sơn, Tiểu Lộ Khẩu, Kim Tự Bài, Bình Lý, Lịch Khẩu, Thiểm Lý, An Lăng, Phù Phong, Tháp Phường, Tân An                                                  |
| Kỳ Môn | Hương |
| Kỳ Môn | Đại Thản, Bách Khê, Kỳ Hồng, Dong Khẩu, Lô Khê, Chử Khẩu, Cổ Khê, Nhược Khanh                                                                            |

## Trừ Châu
| Thành phố cấp địa khu Trừ Châu quản lí 8 đơn vị hành chính cấp huyện, trong đó quản lí trực tiếp 2 quận, 4 huyện và quản lí đại thể 2 thành phố cấp huyện. Các đơn vị hành chính cấp huyện này được chia thành 111 đơn vị hành chính cấp hương, bao gồm 17 nhai đạo, 85 trấn, 8 hương và 1 hương dân tộc. | |
| Lang Da | Nhai đạo |
| Lang Da | Lang Da, Phong Sơn, Thanh Lưu, Dương Tử, Tây Giản, Tuân Dương, Trừ Dương, Tam Quan                                                                                              |
| Nam Tiếu | Nhai đạo |
| Nam Tiếu | Long Bàn, Ngân Hoa, Đồng Nhạc |
| Nam Tiếu | Trấn |
| Nam Tiếu | Ô Y, Sa Hà, Chương Quảng, Hoàng Nê Cương, Châu Long, Đại Liễu, Yêu Phô, Thi Tập                                                                                                 |
| Lai An | Trấn |
| Lai An | Tân An, Bán Tháp, Thủy Khẩu, Xá Hà, Đại Anh, Lôi Quan, Thi Quan, Thuấn Sơn, Tam Thành, Độc Sơn, Trương Sơn                                                                      |
| Lai An | Hương |
| Lai An | Dương Dĩnh |
| Toàn Tiêu | Trấn |
| Toàn Tiêu | Tương Hà, Cổ Hà, Đại Thự, Nhị Lang Khẩu, Vũ Cương, Mã Hán, Thạch Phái, Thập Tự, Tây Vương, Lục Trấn                                                                             |
| Định Viễn | Trấn |
| Định Viễn | Định Thành, Lô Kiều, Vĩnh Khang, Ngô Vu, Chu Loan, Trương Kiều, Ngẫu Đường, Trì Hà, Liên Giang, Giới Bài Tập, Thương, Tam Hòa Tập, Tây Tạp Điếm, Tang Giản, Tưởng Tập, Đại Kiều |
| Định Viễn | Hương |
| Định Viễn | Nghiêm Kiều, Phất Hiểu, Năng Nhân, Thất Lý Đường, Phạm Cương |
| Định Viễn | Hương dân tộc |
| Định Viễn | Nhị Long |
| Phượng Dương | Trấn |
| Phượng Dương | Phủ Thành, Lâm Hoài Quan, Vũ Điếm, Tây Tuyền, Quan Đường, Lưu Phủ, Đại Miếu, Ân Giản, Tổng Phô, Hồng Tâm, Bản Kiều, Đại Khê Hà, Tiểu Khê Hà, Tảo Hạng                           |
| Phượng Dương | Hương |
| Phượng Dương | Hoàng Loan |
| Thiên Trường | Nhai đạo |
| Thiên Trường | Quảng Lăng, Thiên Thu |
| Thiên Trường | Trấn |
| Thiên Trường | Đồng Thành, Xá Giản, Tần Lan, Đại Thông, Dương Thôn, Thạch Lương, Kim Tập, Vĩnh Phong, Nhân Hòa, Dã Sơn, Trịnh Tập, Trương Phô, Tân Nhai, Vạn Thọ                               |
| Minh Quang | Nhai đạo |
| Minh Quang | Minh Quang, Minh Đông, Minh Nam, Minh Tây |
| Minh Quang | Trấn |
| Minh Quang | Trương Bát Lĩnh, Tam Giới, Quản Điếm, Tự Lai Kiều, Giản Khê, Thạch Bá, Tô Hạng, Kiều Đầu, Nữ Sơn Hồ, Cổ Phái, Phan Thôn, Liễu Hạng                                              |
| Minh Quang | Hương |
| Minh Quang | Bạc Cương |

## Phụ Dương
| Thành phố cấp địa khu Phụ Dương quản lí 8 đơn vị hành chính cấp huyện, trong đó quản lí trực tiếp 3 quận, 4 huyện và quản lí đại thể 1 thành phố cấp huyện. Các đơn vị hành chính cấp huyện này được chia thành 164 đơn vị hành chính cấp hương, bao gồm 18 nhai đạo, 122 trấn, 23 hương và 1 hương dân tộc. | |
| Dĩnh Châu | Nhai đạo |
| Dĩnh Châu | Cổ Lâu, Văn Phong, Thanh Hà, Toánh Tây, Tây Hồ Cảnh Khu |
| Dĩnh Châu | Trấn |
| Dĩnh Châu | Vương Điếm, Trình Tập, Tam Hợp, Tây Hồ, Cửu Long, Tam Thập Lý, Tam Tháp Tập |
| Dĩnh Châu | Hương |
| Dĩnh Châu | Mã Trại |
| Dĩnh Đông | Nhai đạo |
| Dĩnh Đông | Hà Đông, Tân Hoa, Hướng Dương |
| Dĩnh Đông | Trấn |
| Dĩnh Đông | Khẩu Tư, Sáp Hoa, Viên Trại, Tảo Trang, Lão Miếu, Chính Ngọ, Dương Lâu Tư, Tân Ô Giang |
| Dĩnh Đông | Hương |
| Dĩnh Đông | Nhiễm Miếu |
| Dĩnh Tuyền | Nhai đạo |
| Dĩnh Tuyền | Trung Thị, Chu Bằng |
| Dĩnh Tuyền | Trấn |
| Dĩnh Tuyền | Ngũ Minh, Ninh Lão Trang, Văn Tập, Hành Lưu |
| Lâm Tuyền | Nhai đạo |
| Lâm Tuyền | Thành Quan, Hình Đường, Điền Kiều, Thành Đông, Thành Nam |
| Lâm Tuyền | Trấn |
| Lâm Tuyền | Dương Kiều, Đồng Thành, Đàm Bằng, Lão Tập, Hoạt Tập, Lữ Trại, Đan Kiều, Trường Quan, Tống Tập, Trương Tân, Ngải Đình, Trần Tập, Vi Trại, Nghênh Tiên, Ngõa Điếm, Khương Trại, Miếu Xóa, Hoàng Lĩnh, Bạch Miếu, Quan Miếu, Cao Đường |
| Lâm Tuyền | Hương |
| Lâm Tuyền | Thổ Pha, Đào Lão |
| Thái Hòa | Trấn |
| Thái Hòa | Thành Quan, Cựu Huyện, Thuế Trấn, Bì Điều Tôn, Nguyên Tường, Nghê Khâu, Lý Hưng, Đại Tân, Tiêu Khẩu, Quan Tập, Tam Tháp, Song Phù, Thái Miếu, Tam Đường, Miêu Lão Tập, Triệu Miếu, Cung Tập, Phần Đài, Hồng Sơn, Thanh Thiển, Ngũ Tinh, Cao Miếu, Tang Doanh, Đại Miếu Tập, Nguyễn Kiều, Song Miếu, Hồ Tổng, Quách Miếu, Nhị Lang, Mã Tập |
| Thái Hòa | Hương |
| Thái Hòa | Triệu Tập |
| Phụ Nam | Trấn |
| Phụ Nam | Phương Tập, Trung Cương, Sài Tập, Tân Thôn, Chu Trại, Liễu Câu, Triệu Tập, Điền Tập, Miêu Tập, Hoàng Cương, Tiêu Pha, Trương Trại, Vương Yển, Địa Thành, Hồng Hà Kiều, Vương Gia Bá, Vương Hóa, Tào Tập, Lộc Thành, Hội Long |
| Phụ Nam | Hương |
| Phụ Nam | Vương Điếm Tư, Hứa Đường, Đoạn Dĩnh, Công Kiều, Long Vương, Vu Tập, Lão Quan, Cáo Đài |
| Dĩnh Thượng | Trấn |
| Dĩnh Thượng | Thận Thành, Tạ Kiều, Nam Chiếu, Dương Hồ, Giang Khẩu, Nhuận Hà, Tân Tập, Lục Thập Phô, Cảnh Bằng, Bán Cương, Vương Cương, Hạ Kiều, Giang Điếm Tư, Trần Kiều, Hoàng Kiều, Bát Lý Hà, Địch Câu, Tây Tam Thập Phô, Hồng Tinh, Thập Bát Lý Phô, Lỗ Khẩu, Cổ Thành                                                                             |
| Dĩnh Thượng | Hương |
| Dĩnh Thượng | Kiến Toánh, Ngũ Thập Phô, Thịnh Đường, Quan Truân, Thùy Cương, Lưu Tập, Hoàng Bá |
| Dĩnh Thượng | Hương dân tộc |
| Dĩnh Thượng | Tái Giản |
| Giới Thủ | Nhai đạo |
| Giới Thủ | Đông Thành, Tây Thành, Toánh Nam |
| Giới Thủ | Trấn |
| Giới Thủ | Quang Vũ, Tuyền Dương, Lô Thôn, Tân Mã Tập, Đại Hoàng, Điền Doanh, Đào Miếu, Vương Tập, Chuyên Tập, Cố Tập, Đại Kiều, Thư Trang |
| Giới Thủ | Hương |
| Giới Thủ | Bỉnh Tập, Cận Trại, Nhậm Trại |

## Túc Châu
| Thành phố cấp địa khu Túc Châu quản lí trực tiếp 5 đơn vị hành chính cấp huyện, bao gồm 1 quận và 4 huyện. Các đơn vị hành chính cấp huyện này được chia thành 106 đơn vị hành chính cấp hương, bao gồm 11 nhai đạo, 71 trấn và 24 hương. | |
| Dũng Kiều | Nhai đạo |
| Dũng Kiều | Dũng Kiều, Đà Hà, Đạo Đông, Tam Lý Loan, Nam Quan, Tây Quan, Bắc Quan, Biện Hà, Tam Bát, Thành Đông |
| Dũng Kiều | Trấn |
| Dũng Kiều | Phù Ly, Lô Lĩnh, Chu Tiên Trang, Chử Lan, Tào Thôn, Giáp Câu, Lan Can, Thì Thôn, Vĩnh An, Hôi Cổ, Đại Điếm, Đại Trạch Hương, Đào Viên, Kỳ Huyền, Đại Doanh                                             |
| Dũng Kiều | Hương |
| Dũng Kiều | Dương Trang, Chi Hà, Giải Tập, Đào Câu, Thuận Hà, Vĩnh Trấn, Tây Nhị Phô, Bắc Dương Trại, Miêu An, Hao Câu                                                                                             |
| Nãng Sơn | Trấn |
| Nãng Sơn | Nãng Thành, Triệu Truân, Lý Trang, Đường Trại, Cát Tập, Chu Trại, Huyền Miếu, Quan Trang Bá, Tào Trang, Quan Đế Miếu, Chu Lâu, Lương Lê, Trình Trang                                                   |
| Tiêu | Trấn |
| Tiêu | Long Thành, Hoàng Khẩu, Dương Lâu, Diêm Tập, Tân Trang, Lưu Sáo, Mã Tỉnh, Đại Truân, Triệu Trang, Đỗ Lâu, Đinh Lý, Vương Trại, Tổ Lâu, Thanh Long Tập, Trương Trang Trại, Vĩnh Cố, Bạch Thổ, Quan Kiều |
| Tiêu | Hương |
| Tiêu | Thánh Tuyền, Tửu Điếm, Tôn Vu Tử, Trang Lý, Thạch Lâm |
| Linh Bích | Trấn |
| Linh Bích | Linh Thành, Vi Tập, Hoàng Loan, Lâu Trang, Dương Thoản, Doãn Tập, Quái Câu, Du Tập, Hạ Lâu, Triêu Dương, Ngư Câu, Cao Lâu, Phùng Miếu                                                                  |
| Linh Bích | Hương |
| Linh Bích | Hướng Dương, Chu Tập, Đại Lộ, Đại Miếu, Thiền Đường, Ngu Cơ |
| Tứ | Trấn |
| Tứ | Tứ Thành, Đôn Tập, Đinh Hồ, Thảo Câu, Trường Câu, Hoàng Vu, Đại Trang, Sơn Đầu, Lưu Vu, Hắc Tháp, Thảo Miếu, Bình Sơn                                                                                  |
| Tứ | Hương |
| Tứ | Đại Lộ Khẩu, Đại Dương, Ngõa Phường |

## Lục An
| Thành phố cấp địa khu Lục An quản lí trực tiếp 7 đơn vị hành chính cấp huyện, bao gồm 3 quận và 4 huyện. Các đơn vị hành chính cấp huyện này được chia thành 140 đơn vị hành chính cấp hương, bao gồm 10 nhai đạo, 87 trấn và 43 hương. | |
| Kim An | Nhai đạo |
| Kim An | Trung Thị, Đông Thị, Tam Lý Kiều, Vọng Thành, Thanh Thủy Hà |
| Kim An | Trấn |
| Kim An | Mộc Hán, Mã Đầu, Đông Kiều, Trương Điếm, Mao Thản Hán, Đông Hà Khẩu, Song Hà, Thi Kiều, Tôn Cương, Tam Thập Phô, Xuân Thụ                                                                                             |
| Kim An | Hương |
| Kim An | Thành Bắc, Ông Đôn, Tụy Đông, Trung Điếm, Hoành Đường Cương, Tiên Sinh Điếm |
| Dục An | Nhai đạo |
| Dục An | Cổ Lâu, Tây Thị, Tiểu Hoa Sơn |
| Dục An | Trấn |
| Dục An | Tô Phụ, Hàn Bãi Độ, Tân An, Thuận Hà, Độc Sơn, Thạch Bà Điếm, Thành Nam, Đinh Tập, Cố Trấn, Từ Tập, Phân Lộ Khẩu, Giang Gia Điếm                                                                                      |
| Dục An | Hương |
| Dục An | Đan Vương, Thanh Sơn, Thạch Bản Trùng, Tây Hà Khẩu, Bình Kiều, La Tập, Sư Tử Cương |
| Diệp Tập | Nhai đạo |
| Diệp Tập | Sử Hà, Bình Cương |
| Diệp Tập | Trấn |
| Diệp Tập | Tam Nguyên, Hồng Tập, Diêu Lý |
| Diệp Tập | Hương |
| Diệp Tập | Tôn Cương |
| Hoắc Khâu | Trấn |
| Hoắc Khâu | Thành Quan, Hà Khẩu, Chu Tập, Lâm Thủy, Tân Điếm, Thạch Điếm, Mã Điếm, Mạnh Tập, Hoa Viên, Hỗ Hồ, Trường Tập, Ô Long, Cao Đường, Long Đàm, Xóa Lộ, Phùng Tỉnh, Chúng Hưng Tập, Hạ Điếm, Tào Miếu, Phạm Kiều, Phan Tập |
| Hoắc Khâu | Hương |
| Hoắc Khâu | Bành Tháp, Vương Tiệt Lưu, Lâm Hoài Cương, Thành Tây Hồ, Tống Điếm, Tam Lưu, Thiệu Cương, Bạch Liên, Phùng Linh |
| Thư Thành | Trấn |
| Thư Thành | Thành Quan, Hiểu Thiên, Đào Khê, Vạn Phật Hồ, Thiên Nhân Kiều, Bách Thần Miếu, Hàng Phụ, Thư Trà, Nam Cảng, Cán Xá Hà, Trương Mẫu Kiều, Ngũ Hiển, Sơn Thất, Hà Bằng, Thang Trì                                        |
| Thư Thành | Hương |
| Thư Thành | Xuân Thu, Bách Lâm, Đường Thụ, Khuyết Điếm, Cao Phong, Lư Trấn |
| Kim Trại | Trấn |
| Kim Trại | Mai Sơn, Ma Phụ, Thanh Sơn, Yến Tử Hà, Thiên Đường Trại, Cổ Bi, Ngô Gia Điếm, Ban Trúc Viên, Thang Gia Hối, Nam Khê, Song Hà, Bạch Tháp Phán                                                                          |
| Kim Trại | Hương |
| Kim Trại | Trương Trùng Hương, Du Phường Điếm, Trường Lĩnh, Hòe Thụ Loan, Hoa Thạch, Sa Hà, Đào Lĩnh, Quả Tử Viên, Quan Miếu, Toàn Quân, Thiết Trùng                                                                             |
| Hoắc Sơn | Trấn |
| Hoắc Sơn | Hành Sơn, Phật Tử Lĩnh, Hạ Phù Kiều, Đãn Gia Miếu, Dữ Nhi Nhai, Hắc Thạch Độ, Chư Phật Am, Lạc Nhi Lĩnh, Ma Tử Đàm, Đại Hóa Bình, Mạn Thủy Hà, Thượng Thổ Thị, Đan Long Tự                                            |
| Hoắc Sơn | Hương |
| Hoắc Sơn | Đông Tây Khê, Thái Bình Phán, Thái Dương |

## Bạc Châu
| Thành phố cấp địa khu Bạc Châu quản lí trực tiếp 4 đơn vị hành chính cấp huyện, bao gồm 1 quận và 3 huyện. Các đơn vị hành chính cấp huyện này được chia thành 88 đơn vị hành chính cấp hương, bao gồm 9 nhai đạo, 72 trấn và 7 hương. | |
| Tiếu Thành | Nhai đạo |
| Tiếu Thành | Hoa Hí Lâu, Tiết Các, Thang Lăng |
| Tiếu Thành | Trấn |
| Tiếu Thành | Cổ Tỉnh, Lô Miếu, Hoa Đà, Ngụy Cương, Ngưu Tập, Nhan Tập, Ngũ Mã, Thập Bát Lý, Tiếu Đông, Thập Cửu Lý, Sa Thổ, Quan Đường, Đại Dương, Thành Phụ, Thập Hà, Song Câu, Phì Hà, Cổ Thành, Long Dương, Lập Đức                           |
| Tiếu Thành | Hương |
| Tiếu Thành | Trương Điếm, Triệu Kiều |
| Qua Dương | Nhai đạo |
| Qua Dương | Thành Quan, Tinh Viên, Thiên Tĩnh Cung |
| Qua Dương | Trấn |
| Qua Dương | Tây Dương, Qua Nam, Sở Điếm, Cao Công, Cao Lô, Tào Thị, Thanh Thoản, Thạch Cung, Long Sơn, Nghĩa Môn, Tân Hưng, Lâm Hồ, Đan Thành, Mã Điếm Tập, Hoa Câu, Điếm Tập, Trần Đại, Bài Phường, Công Cát Tự, Tiêu Lý                       |
| Mông Thành | Nhai đạo |
| Mông Thành | Tất Viên, Trang Chu, Thành Quan |
| Mông Thành | Trấn |
| Mông Thành | Song Giản, Tiểu Giản, Đàn Thành, Hứa Thoản, Bản Kiều Tập, Mã Tập, Nhạc Phường, Lập Thương, Sở Thôn, Nhạc Thổ, Tam Nghĩa, Ly Ba |
| Mông Thành | Hương |
| Mông Thành | Vương Tập, Tiểu Tân Tập |
| Lợi Tân | Trấn |
| Lợi Tân | Thành Quan, Hám Thoản, Trương Thôn, Giang Tập, Cựu Thành, Tây Phan Lâu, Tôn Tập, Nhữ Tập, Củng Điếm, Vương Nhân, Vương Thị, Vĩnh Hưng, Mã Điếm Tư, Đại Lý Tập, Hồ Tập, Triển Câu, Trình Gia Tập, Trung Thoản, Vọng Thoản, Thành Bắc |
| Lợi Tân | Hương |
| Lợi Tân | Kỷ Vương Tràng, Tôn Miếu, Tân Trương Tập |

## Trì Châu
| Thành phố cấp địa khu Trì Châu quản lí trực tiếp 4 đơn vị hành chính cấp huyện, bao gồm 1 quận và 3 huyện. Các đơn vị hành chính cấp huyện này được chia thành 55 đơn vị hành chính cấp hương, bao gồm 10 nhai đạo, 37 trấn và 8 hương. | |
| Quý Trì | Nhai đạo |
| Quý Trì | Trì Dương, Thu Phổ, Lý Sơn, Giang Khẩu, Mã Nha, Đôn Thượng, Mai Long, Thu Giang, Hạnh Hoa Thôn, Thanh Phong, Thanh Khê             |
| Quý Trì | Trấn |
| Quý Trì | Ân Hối, Ngưu Đầu Sơn, Quyên Kiều, Mai Nhai, Mai Thôn, Đường Điền, Bài Lâu, Ô Sa, Đường Khê                                         |
| Đông Chí | Trấn |
| Đông Chí | Nghiêu Độ, Đông Lưu, Đại Độ Khẩu, Thắng Lợi, Trương Khê, Dương Hồ, Cát Công, Hương Ngung, Quan Cảng, Chiêu Đàm, Long Tuyền, Nê Khê |
| Đông Chí | Hương |
| Đông Chí | Hoa Viên, Mộc Tháp, Thanh Sơn |
| Thạch Đài | Trấn |
| Thạch Đài | Nhân Lý, Thất Đô, Tiên Ngụ, Đinh Hương, Tiểu Hà, Hoành Độ                                                                          |
| Thạch Đài | Hương |
| Thạch Đài | Đại Diễn, Ki Than |
| Thanh Dương | Trấn |
| Thanh Dương | Dung Thành, Mộc Trấn, Miếu Tiền, Lăng Dương, Tân Hà, Đinh Kiều, Chu Bị, Dương Điền, Cửu Hoa, Dậu Hoa                               |
| Thanh Dương | Hương |
| Thanh Dương | Kiều Mộc, Đỗ Thôn, Cửu Hoa |

## Tuyên Thành
| Thành phố cấp địa khu Tuyên Thành quản lí 7 đơn vị hành chính cấp huyện, trong đó quản lí trực tiếp 1 quận, 4 huyện và quản lí đại thể 2 thành phố cấp huyện. Các đơn vị hành chính cấp huyện này được chia thành 90 đơn vị hành chính cấp hương, bao gồm 12 nhai đạo, 59 trấn, 18 hương và 1 hương dân tộc. | |
| Tuyên Châu | Nhai đạo |
| Tuyên Châu | Tây Lâm, Trừng Giang, Ngao Phong, Tế Xuyên, Kính Đình Sơn, Song Kiều, Hướng Dương                                                      |
| Tuyên Châu | Trấn |
| Tuyên Châu | Thủy Dương, Ly Kiều, Thẩm Thôn, Cổ Tuyền, Hồng Lâm, Hàn Đình, Văn Xương, Tôn Phụ, Dương Liễu, Thủy Đông, Tân Điền, Chu Vương, Khê Khẩu |
| Tuyên Châu | Hương |
| Tuyên Châu | Chu Kiều, Dưỡng Hiền, Ngũ Tinh, Hoàng Độ                                                                                               |
| Lang Khê | Trấn |
| Lang Khê | Kiến Bình, Thập Tự, Tân Phát, Đào Thành, Mai Chử, Tất Kiều, Phi Lý                                                                     |
| Lang Khê | Hương |
| Lang Khê | Lăng Đát, Diêu Thôn |
| Kính | Trấn |
| Kính | Kính Xuyên, Mậu Lâm, Lang Kiều, Đào Hoa Đàm, Cầm Khê, Thái Thôn, Vân Lĩnh, Hoàng Thôn, Đinh Gia Kiều                                   |
| Kính | Hương |
| Kính | Đinh Khê, Xương Kiều |
| Tích Khê | Trấn |
| Tích Khê | Hoa Dương, Lâm Khê, Trường An, Thượng Trang, Dương Khê, Phục Lĩnh, Kim Sa, Doanh Châu                                                  |
| Tích Khê | Hương |
| Tích Khê | Bản Kiều Đầu, Gia Bằng, Kinh Châu |
| Tinh Đức | Trấn |
| Tinh Đức | Tinh Dương, Thái Gia Kiều, Tam Khê, Miếu Thủ, Bạch Địa, Du Thôn, Hưng Long, Tôn Thôn, Bản Thư, Vân Nhạc                                |
| Ninh Quốc | Nhai đạo |
| Ninh Quốc | Tây Tân, Nam Sơn, Hà Lịch Khê, Uông Khê, Trúc Phong                                                                                    |
| Ninh Quốc | Trấn |
| Ninh Quốc | Cảng Khẩu, Mai Lâm, Trung Khê, Ninh Đôn, Tiên Hà, Giáp Lộ, Hồ Nhạc, Hà Tây                                                             |
| Ninh Quốc | Hương |
| Ninh Quốc | Nam Cực, Vạn Gia, Thanh Long, Phương Đường                                                                                             |
| Ninh Quốc | Hương dân tộc |
| Ninh Quốc | Vân Thê |
| Quảng Đức | Trấn |
| Quảng Đức | Đào Châu, Bách Điếm, Thệ Tiết, Khâu Thôn, Tân Hàng, Dương Than                                                                         |
| Quảng Đức | Hương |
| Quảng Đức | Lư Thôn, Đông Đình, Tứ Hợp |